# Serendibia denticulata
Serendibia denticulata är en kräftdjursart som beskrevs av Manicastri och Stefano Taiti 1987. Serendibia denticulata ingår i släktet Serendibia och familjen Philosciidae. Inga underarter finns listade i Catalogue of Life.